# Sympycnus nigeriensis
Sympycnus nigeriensis är en tvåvingeart som beskrevs av Vanschuytbroeck 1962. Sympycnus nigeriensis ingår i släktet Sympycnus och familjen styltflugor.
Artens utbredningsområde är Nigeria. Inga underarter finns listade i Catalogue of Life.